# Qinglong, Qinhuangdao
Qinglong är ett autonomt härad för manchuer som lyder under Qinhuangdaos stad på prefekturnivå i Hebei-provinsen i norra Kina.